# Guedesia gratissima
Guedesia gratissima là một loài bọ cánh cứng trong họ Cerambycidae.